# 特雷斯科拉松伊斯
特雷斯科拉松伊斯是巴西米纳斯吉拉斯州的一个市镇。总面积825.924平方公里，总人口71737人，人口密度86.9人/平方公里。